# گوستینیتسا
گوستینیتسا (به صربی: Gostinica) یک منطقهٔ مسکونی در صربستان است.